# 网络游戏道德委员会
网络游戏道德委员会，简称网游道德委，是中共中央宣传部成立的咨询议事机构，负责网络游戏道德风险审查评估。

## 历史
2017年12月28日，中共中央宣传部、中央网信办、国家新闻出版广电总局等八部委联合印发《关于严格规范网络游戏市场管理的意见》。《意见》指称，“我国网络游戏文化内涵缺失问题较为突出，部分游戏格调不高，存在低俗暴力倾向，个别作品歪曲历史、恶搞英雄，价值观念出现偏差，触碰道德底线”。《意见》要求，各地区各部门要从统一思想认识、强力监管整治、落实主体责任、加强制度保障、加强教育引导、加强监督举报等六个方面，对网游市场予以集中规范整治。”
2018年2月26日至28日，中国共产党第十九届中央委员会第三次全体会议在北京举行。全会审议通过了《中共中央关于深化党和国家机构改革的决定》和《深化党和国家机构改革方案》，方案指出：“中共中央宣传部统一管理新闻出版工作，将国家新闻出版广电总局的新闻出版管理职责划入中央宣传部，中央宣传部对外加挂国家新闻出版署（国家版权局）牌子。”
2018年3月22日，国务院下发《国务院关于机构设置的通知》（国发[2018]6号），规定：“国家新闻出版署（国家版权局）在中央宣传部加挂牌子，由中央宣传部承担相关职责”。2018年4月16日，国家新闻出版署正式挂牌。
2018年5月30日，中国青少年研究中心和中国教育报刊社宣传策划中心联合主办了“安全上网，守护健康——青少年网游沉迷危害与对策”活动。会上，中国教育学会家庭教育专业委员会副理事长王大龙提出，“在预防青少年网络游戏成瘾上，媒体有着不可替代的重要作用，可以建立网络游戏道德委员会，负责调查、审核、评估、监督、治理网络游戏，委员会由媒体牵头，政府、学校、专家、教师、家长、学生等多方参与”。
2018年12月7日，据新华社报道，网络游戏道德委员会已在京成立。网络游戏道德委员会成立后，即对首批20款存在道德风险的网络游戏作品作出评议。网络游戏主管部门根据评议结果，对其中11款游戏责成相关出版运营单位认真修改，消除道德风险；对其中9款游戏作出不予批准的决定。
2018年12月20日，中共中央宣传部出版局副局长冯士新在中国游戏产业年会上发表讲话称，“首批送审游戏已经完成审批，正在核发版号，但申报游戏存量很大，需要时间消化，希望大家保持耐心”。中宣部出版局领导同时在会上对最近大家关心的网游道德委一事表态称，“委员会并不是评议所有的游戏，也不是取代所有的专家审查，是对争议较大、舆论集中、在上市之前被判断为可能会引发争议的游戏进行评估，不公布这20款名单的原因是考虑维护企业形象，还有这20款游戏还未上线，没必要公布。不公布委员会人员名单，是出于防止工作受到干扰，委员会人员较多，人员在变动中，因此不公布名单”。

## 职责与人员
新华社消息指，网络游戏道德委员会主要负责“对可能或者已经产生道德争议和社会舆论的网络游戏作品及相关服务开展道德评议，为网络游戏管理部门提供决策参考，引导网络游戏企业自觉遵守社会公德和职业道德、履行社会责任，促进依法管理与以德治理相结合，推动网络游戏行业健康发展”。
另据新华社报道，“网络游戏道德委员会由来自有关部门和单位以及高校、专业机构、新闻媒体、行业协会等研究网络游戏和青少年问题的专家、学者组成”。目前尚未公开该委员会的具体人员组成。

## 舆论影响
对于网络游戏道德委员会的成立与运作，社会各界存有正反各异的看法。
中国政法大学青少年犯罪研究中心主任皮艺军认为，网络游戏道德委员会是一个带有自律性质的组织，“以前我们对游戏的管理都集中在版权、批号和事后监管上，还有资质入门的监管。现在把道德风险考虑进去，特别是对未成年人的道德风险，这是一个值得肯定的地方”。中国传媒大学政法学院副院长王四新表示，成立网络游戏道德委员会是国家层面履行给未成年人创造一个更好的成长环境承诺的一种具体体现，也是我国近两年呼声比较高的要解决网络游戏沉迷这一社会问题的一种主动的、积极的回应。
香港《南华早报》指，对于中国监管部门在游戏审查方面的所有不确定因素将“令中国主要的视频游戏出版商和开发商深感不安”。美国《商业内幕》对此评论称，网络游戏道德委员会的成立意味着中国可能很快就会准备重启暂停数月的新游戏审批，但出版商“仍然需要闯过相当多的官僚主义繁文缛节来将他们的游戏带入中国”。韩国《亚洲日报》表示，“韩国游戏业界担忧，在无法获得游戏版号的情况下，中方又接连颁布新政调控游戏产业，将使韩国游戏进入中国市场更加遥遥无期。”